# Gautier de Gray
Gautier de Grey (en latin Walterus, en anglais Walter ; mort le 1er mai 1255), prélat anglais et homme d'État, fut archevêque d'York et Lord chancelier d'Angleterre.

## Biographie
Gautier de Grey est fils de Jean de Grey d'Eaton dans le Norfolk et neveu de Jean de Grey, évêque de Norwich. Il est né entre 1175 et 1184. Sa sœur Hawise est l'épouse du justicier d'Angleterre, Philippe Basset. Favori du roi Jean d'Angleterre, il est nommé Lord chancelier de 1205 à 1214. Évêque de Worcester en 1214, il signe comme témoin la Magna Carta en juin 1215. Sa nomination à l'archevêché d'York est contestée par son concurrent Simon de Langton, frère d'Étienne Langton, archevêque de Cantorbéry, mais Gautier de Grey dispose du poste avec l'appui du roi Jean et du pape Innocent III. Il participe au quatrième concile du Latran en 1215.  
Pendant la minorité d'Henri III il participe à plusieurs missions diplomatiques et est nommé gardien de l'Angleterre lorsque le roi se rend en France en 1252. Il tend à affirmer son autorité sur l'épiscopat d'Écosse qui cherche à acquérir son indépendance en opposant des archevêchés d'York et de Canterbury. 
Grey meurt à Fulham le 1er mai 1255.